# 小行星4456
小行星4456（英語：4456 Mawson）是一颗围绕太阳公转的小行星。1989年7月27日，罗伯特·H·麦克诺特在赛丁泉山发现了此天体。
这颗小行星的绝对星等为345.9363444349711等。